# Корюшка європейська
Корюшка або європейська корюшка (Osmerus eperlanus) — риба роду Корюшки родини Корюшкові (Osmeridae).
Слово корюшка запозичене з російської мови, де має фінське походження: пор. карел. kuoreh, вепс. koreh, фін. kuore.

## Зовнішній вигляд
Тулуб європейської корюшки становить від 15 до 18 см завдовжки, зазвичай тонкий та ледь сплюснений з обох боків. Велика риба може досягати 30 см завдовжки. Корюшка має напівпрозоре тіло, спина та боки від сіро-зелені до рожевого кольору, плавники яскраво срібні, хвіст має темну межу, луска легко спадає. Термін життя до шести років. 
Однією з характерних особливостей нещодавно спійманої корюшки є інтенсивний запах, що нагадує свіжі огірки.

## Природне середовище
Корюшка — це морська риба, яка живе в прибережних водах Європи від Балтійського моря до Біскайської затоки. Прісноводна корюшка, відома в Німеччині як Binnenstint («внутрішня корюшка»), поширена у великих озерах Північної Європи.
Під час нересту, корюшка скупчується та плаває в підтоках сильних течій, щоб нереститись над ділянками піску. Це відбувається з кінця лютого по березень, якщо температура води вище 9 °C. Кількість яєць на одну самицю може становити до 40 000. Після нересту зазвичай трапляються масові смерті. 
Харчується корюшка здебільшого невеликим крабовим планктоном, хробаками та навіть власним молодняком.

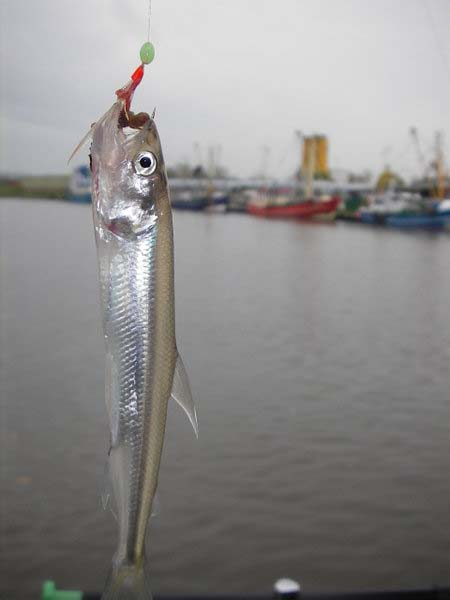
Спіймана корюшка

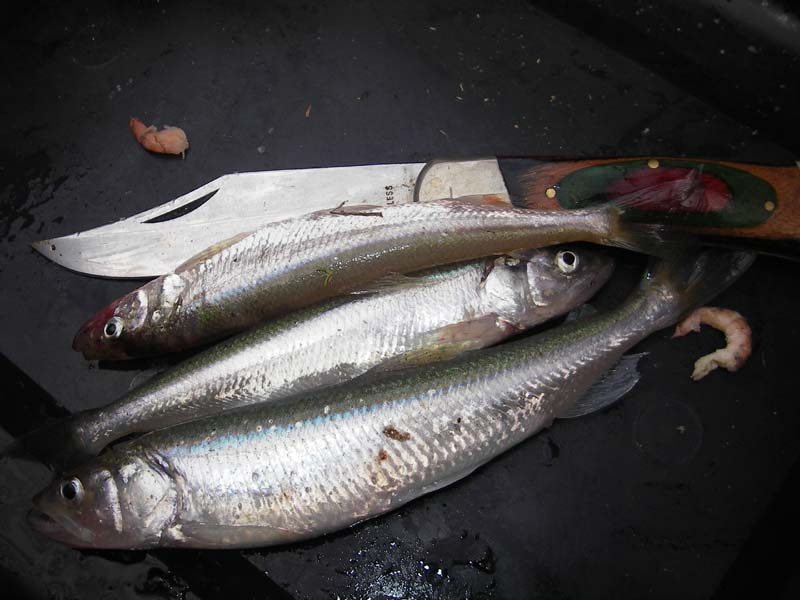
Корюшка довжиною 15–20 см.

Смажена корюшка

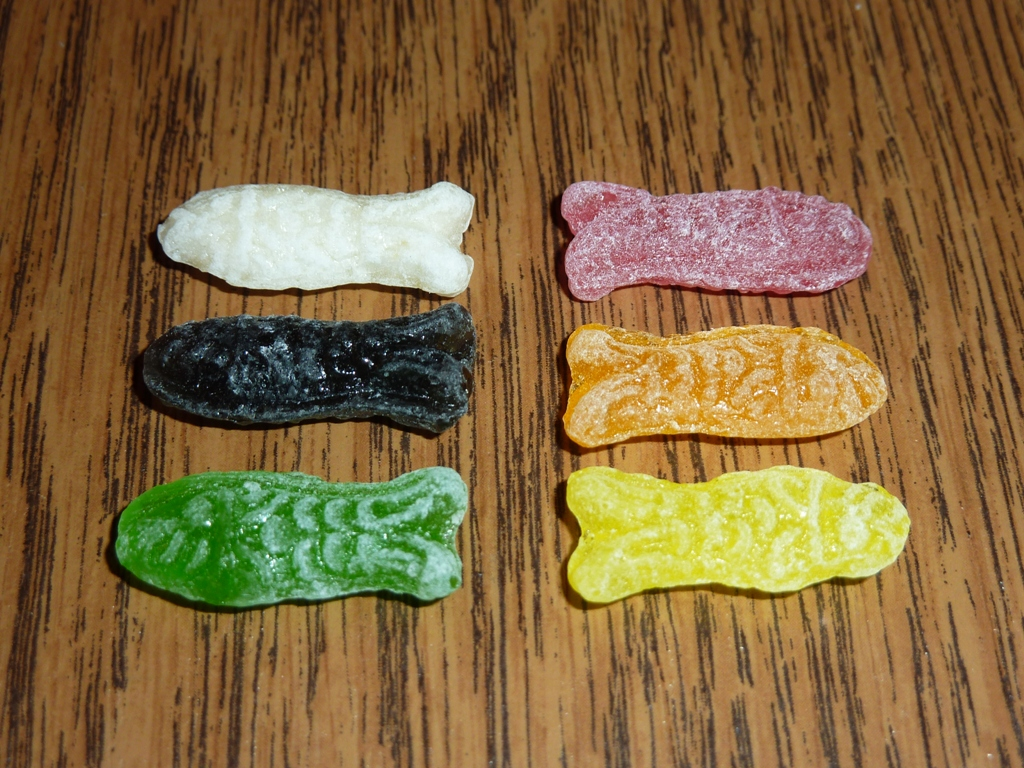
«Фруктова Корюшка» від консервної мануфактури Люнебурга

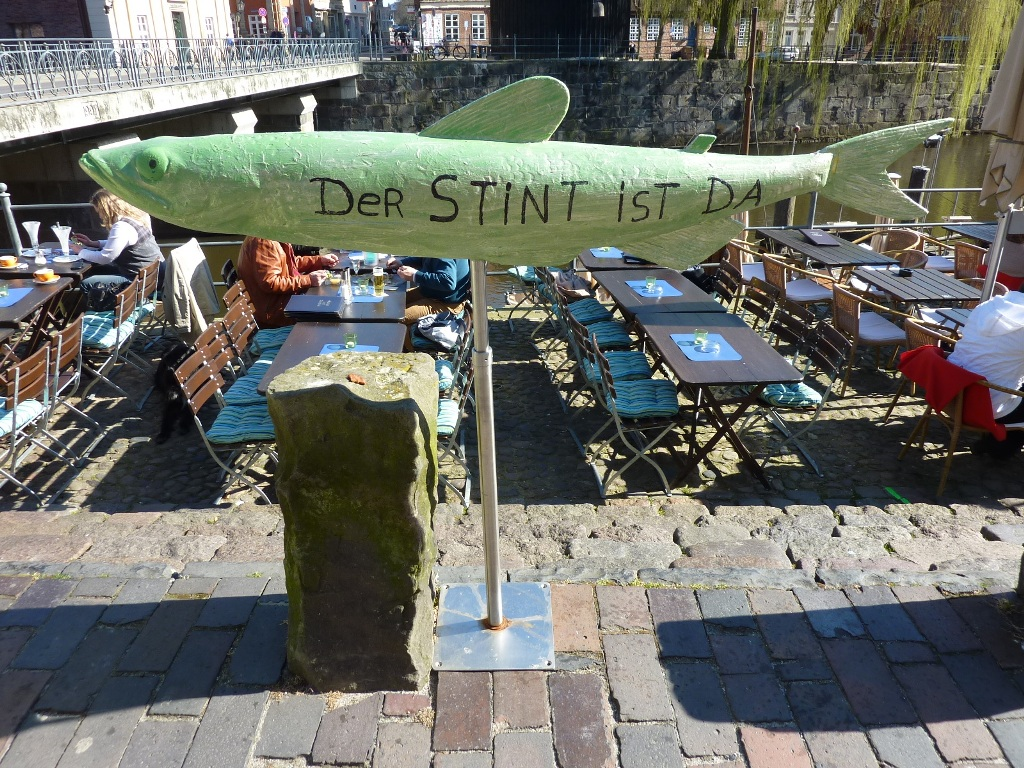
«Корюшка» з інформацією про пропозиції біля ресторана в Люнебурзі

## Вживання

### Комерційна складова
Корюшка може бути легко спіймана сіткою під час нересту. Окрім нерестового сезону восени, корюшку шукають у гаванях узбережжя Балтійського моря, де вона може ловитися наживами Heringspaternoster.
Раніше корюшку можна було вловити в річках у великій кількості, а замість сіток використовувалися пральні кошики. Назва району Stintfang («здобуття корюшки») у Гамбурзі вказує на це, а в Люнебурзі низка пабів та ресторанів Stintmarkt названі на честь цієї риби. Деякий час тому корюшка не мала попиту, оскільки її виловлювали в невеликій кількості в забруднених річках. А згодом у чистих річках об'єми вилову цієї риби збільшили, здебільшого цим зайнялись  невеликі риболовецькі підприємства. В ресторанах, якими іноді володіють самі риботорговці, Корюшку пропонують як сезонну страву. 
Однак найбільше значення риба має в акваріумістиці. У північній Німеччині та в країнах Бенілюксу Корюшка вирощується в величезній кількості, щоб бути їжею для всіх видів хижих риб, а також деяких видів плазунів. Завдяки згаданому інтенсивному запаху, корюшку охоче поїдається хижаками.

### Кулінарні особливості
Корюшка придатна для приготування шляхом смаження, запікання, соління, приготування рибного супу. Багата на поживні речовини і вітаміни, але при цьому є дієтичним продуктом. 
У північній Німеччині корюшку традиційно обвалюють в житньому борошні, а потім обсмажують в олії з беконом. До типових рецептів додають смажену картоплю, картопляний салат та Apfelmus або яблучний соус.
Корюшку також коптять або маринують, як оселедець.

### Культурний аспект
У 2007 році місто Люнебург  обрало корюшку у центр його маркетингової концепції.  Художники, організації, компанії, школи, дитячі садки та приватні особи виставили близько 500 скульптур риби у місті. Крім того, рибу представили у багатьох культурних подіях, кулінарних пропозиціях. Скульптури продали на аукціоні восени, а кошти витратили на благодійність.
У Міколайках є скульптура корюшки, що символізує «рибного короля», з цим пов'язана легенда.

## Безпекова ситуація
Корюшка зарахована Міжнародним союзом охорони природи IUCN в Червоний список видів, що перебувають під загрозою зникнення без ризику (Least Concern). На місцевому рівні, однак, існує загроза, що перешкоджає ходу нересту риби через забруднення довкілля та руйнування річок греблями.